# Salamanca, Guanajuato
Salamanca är en stad i centrala Mexiko och är belägen i delstaten Guanajuato. Centralorten har cirka 170 000 invånare, med cirka 280 000 invånare i hela kommunen.
Salamanca grundades 1 januari 1603 och är uppkallad efter den spanska staden Salamanca.